# Lekkoatletyka na Letnich Igrzyskach Olimpijskich 1928 – bieg na 3000 m z przeszkodami mężczyzn
Bieg na 3000 metrów z przeszkodami mężczyzn – był jedną z konkurencji lekkoatletycznych rozgrywanych podczas IX Letnich Igrzysk Olimpijskich. Zawody odbyły się w dniach 1 - 4 sierpnia 1928 roku  na Stadionie Olimpijskim w Amsterdamie.

## Terminarz
| Data            |            |
| --------------- | ---------- |
| 1 sierpnia 1928 | Eliminacje |
| 4 sierpnia 1928 | Finał      |

## Wyniki

### Eliminacje
Trzech najlepszych zawodników z każdego biegu zakwalifikowało się do finału.

#### Bieg 1
| Pozycja | Zawodnik        | Państwo           | Czas   | Uwagi |
| ------- | --------------- | ----------------- | ------ | ----- |
| 1.      | Ville Ritola    | Finlandia         | 9:46,6 | Q     |
| 2.      | Melvin Dalton   | Stany Zjednoczone | 9:58,6 | Q     |
| 3.      | Nils Eklöf      | Szwecja           | b.d.   | Q     |
| 4.      | Walter Gegan    | Stany Zjednoczone | b.d.   |       |
| 5.      | Henry Oliver    | Wielka Brytania   | b.d.   |       |
| 6.      | Nello Bartolini | Włochy            | b.d.   |       |
| 7.      | Jozef Langenus  | Belgia            | b.d.   |       |
| 8.      | Art Keay        | Kanada            | b.d.   |       |

#### Bieg 2
| Pozycja | Zawodnik        | Państwo           | Czas   | Uwagi |
| ------- | --------------- | ----------------- | ------ | ----- |
| 1.      | Paavo Nurmi     | Finlandia         | 9:58,8 | Q     |
| 2.      | Lucien Duquesne | Francja           | 9:58,9 | Q     |
| 3.      | William Spencer | Stany Zjednoczone | b.d.   | Q     |
| 4.      | Norman Biddulph | Wielka Brytania   | b.d.   |       |
| 5.      | Edgard Viseur   | Belgia            | b.d.   |       |
| 6.      | Henrique Santos | Portugalia        | b.d.   |       |
| -       | Gerry Coughlan  | Irlandia          | DNF    |       |

#### Bieg 3
| Pozycja | Zawodnik             | Państwo           | Czas   | Uwagi |
| ------- | -------------------- | ----------------- | ------ | ----- |
| 1.      | Toivo Loukola        | Finlandia         | 9:37,6 | Q     |
| 2.      | Ove Andersen         | Finlandia         | b.d.   | Q     |
| 3.      | Henri Dartigues      | Francja           | b.d.   | Q     |
| 4.      | Jean-Gunnar Lindgren | Szwecja           | b.d.   |       |
| 5.      | Vernon Morgan        | Wielka Brytania   | b.d.   |       |
| 6.      | Joe Blewitt          | Wielka Brytania   | b.d.   |       |
| 7.      | Jesse Montgomery     | Stany Zjednoczone | b.d.   |       |

### Finał
| Pozycja | Zawodnik        | Państwo           | Czas   | Uwagi |
| ------- | --------------- | ----------------- | ------ | ----- |
| 1.      | Toivo Loukola   | Finlandia         | 9:21,8 | WR    |
| 2.      | Paavo Nurmi     | Finlandia         | 9:31,2 |       |
| 3.      | Ove Andersen    | Finlandia         | 9:35,6 |       |
| 4.      | Nils Eklöf      | Szwecja           | 9:38,0 |       |
| 5.      | Henri Dartigues | Francja           | 9:40,0 |       |
| 6.      | Lucien Duquesne | Francja           | 9:40,5 |       |
| 7.      | Melvin Dalton   | Stany Zjednoczone | b.d.   |       |
| 8.      | William Spencer | Stany Zjednoczone | b.d.   |       |
| -       | Ville Ritola    | Finlandia         | DNF    |       |